# Beeld-Encyclopedie De Alkenreeks
Beeld-Encyclopedie De Alkenreeks later De Kleine Alkenreeks en De Grote Alkenreeks werd door uitgeverij Arti (later De Alk B.V.) in 1951 in Alkmaar gestart als Arti Beeld-Encyclopedie. Omstreeks 1962 werd de naam van de reeks veranderd in Beeld-Encyclopedie De Alkenreeks.
Deze reeks werd een naslagwerk voor liefhebbers van spoorwegen, auto's, luchtvaart en scheepvaart. De uitgeverij veranderde diverse keren de nummering van de reeks, dat wordt in de onderstaande opgave aangegeven.
| Nr. | Titel                                                                                     | Auteur                            | Jaar |
| --- | ----------------------------------------------------------------------------------------- | --------------------------------- | ---- |
| 1   | Alle vlaggen der wereld                                                                   |                                   | 1951 |
| 2   | Het costuum                                                                               |                                   | 1951 |
| 3   | Calligrafie                                                                               | H. Schuijt                        | 1951 |
| 4   | Koopvaardijschepen                                                                        | F.W. Michels                      | 1951 |
| 5   | Straalvliegtuigen. Avions à réaction. Jet aircraft. Düsen-Flugzeuge                       | Gebr. R. Das en H. Volker         | 1951 |
| 6   | De mens                                                                                   |                                   |      |
| 7   | Parijs                                                                                    |                                   |      |
| 8   | Zoogdieren                                                                                |                                   |      |
| 9   | 50 jaar luchtvaart. 50 Ans d'aviation. 50 Years of aviation. 50 Jahre Fliegerei           | Hugo Hooftman                     | 1953 |
| 10  | Letterboek deel I                                                                         | M. Meyer                          | 1953 |
| 11  | Geschiedenis der schilderkunst                                                            |                                   |      |
| 12  | Oorlogsschepen                                                                            | G.J.F. Naerbout                   | 1954 |
| 13  | Zeiljachten                                                                               | Gebr. Das                         | 1954 |
| 14  | Auto's                                                                                    | W.H. Schipper                     | 1954 |
| 15  | Heraldiek (Volgens diverse bronnen niet uitgebracht)                                      |                                   |      |
| 16  | Actuele vliegtuigen. Avions d'aujourd'hui. To-day's aircraft. Heutige Flugzeuge           | R. Das                            | 1955 |
| 17  | Jazz                                                                                      | Ad Heerkens                       | 1955 |
| 18  | Letterboek deel II                                                                        | M. Meyer                          | 1955 |
| 19  | 60 jaar film                                                                              | H. Overeem                        | 1955 |
| 20  | Muziekinstrumenten                                                                        | A. Heerkens                       | 1955 |
| 21  | Supersonische vliegtuigen. Avion supersoniques. Supersonic aircraft. Überschall Flugzeuge | Hugo Hooftman                     | 1956 |
| 22  | Hondenrassen                                                                              | J. Dam                            | 1956 |
| 23  | Ballet                                                                                    | R. Frank                          | 1956 |
| 24  | Mozart                                                                                    | J.H.W. Kool                       |      |
| 25  | Sterrenkunde                                                                              | F.W. Michels                      | 1957 |
| 26  | Muziekgeschiedenis deel I                                                                 | J.H.W. Kool                       |      |
| 27  | Opera; geschiedenis                                                                       | R. Frank                          | 1958 |
| 28  | Opera; wezen en praktijk                                                                  | R. Frank                          | 1958 |
| 29  | Ruimtevaart                                                                               | R. Das                            | 1958 |
| 30  | Scooters                                                                                  | R. Das                            | 1958 |
| 31  | Kleine auto's en autoscooters                                                             | R. Das                            | 1958 |
| 32  | Auto's I f. 4000.- tot f. 12 000.-                                                        | Martin Rol, Jan Rosier            | 1958 |
| 33  | Auto's II f. 12 000.- en hoger                                                            | Martin Rol, Jan Rosier            | 1958 |
| 34  | Kleine geschiedenis der scheepvaart                                                       | F.W. Michels                      | 1958 |
| 35  | Muziekgeschiedenis deel II                                                                | J.H.W. Kool                       |      |
| 36  | Fokker. Neerlands grootste vliegtuigbouwer                                                | Hugo Hooftman                     | 1959 |
| 37  | Klassiek en modern ballet                                                                 | R. Frank                          | 1959 |
| 38  | Nationale balletten                                                                       | R. Frank                          | 1959 |
| 39  | Diepzeeduiken en onderwaterzwemmen                                                        | F. v. Leeuwen                     | 1959 |
| 40  | Johann Sebastian Bach                                                                     | A.C. Vos                          | 1959 |
| 41  | Russische vliegtuigen. De luchtvaart in de Sovjet-Unie                                    | Hugo Hooftman                     | 1960 |
| 42  | Locomotieven voorheen en thans                                                            | Dr. J.H.E. Reeskamp               | 1961 |
| 43  | Het wilde westen                                                                          | T. de Vries                       | 1961 |
| 44  | Ballroomdancing                                                                           | J. en T. Smit                     | 1961 |
| 45  | Reis door het heelal                                                                      | R. Das                            | 1961 |
| 46  | Jazz-orkesten                                                                             | J.H.W. Kool                       | 1960 |
| 47  | Verkeersvliegtuigen nu en straks                                                          | B. van der Klaauw                 | 1960 |
| 48  | Race- en sportwagens                                                                      | Peter de Graaf                    | 1961 |
| 49  | Karts - skelters                                                                          | Peter de Graaf                    | 1961 |
| 50  | Kamperen... en wat nu                                                                     | A.G. v. Brekel                    | 1961 |
| 51  | Alle auto's II, f. 7500.- tot f. 12 000.-                                                 | Peter de Graaf                    | 1961 |
| 52  | Alle auto's III, f.12 000.- en hoger                                                      | Peter de Graaf                    | 1962 |
| 53  | Moderne oorlogsschepen I                                                                  | L.L. Münching                     | 1962 |
| 54  | Moderne oorlogsschepen II                                                                 | L.L. Münching                     | 1962 |
| 55  | Postzegels                                                                                | G.J. Peelen                       | 1962 |
| 56  | Beroemde straaljagers. Van de eerste tot de laatste                                       | Hugo Hooftman                     | 1962 |
| 57  | Zeiljachten                                                                               | Gebr. Das                         | 1962 |
| 58  | Luchtvaart 1962. Het laatste nieuws over vliegen en vliegtuigen                           | B. van der Klaauw                 | 1962 |
| 59  | Galerij der mode                                                                          | F. v.d. Laken                     | 1962 |
| 60  | Race- en sportwagens II                                                                   | Peter de Graaf                    | 1962 |
| 61  | Schiphol, wereldluchthaven                                                                | B. van der Klaauw                 | 1962 |
| 62  | Zweefvliegen                                                                              | B. van der Klaauw                 | 1962 |
| 63  | Ruimtevaart                                                                               | B. van der Klaauw                 | 1962 |
| 64  | Moderne koopvaardijschepen                                                                | L.L. Münching                     | 1963 |
| 65  | Alle auto's I, f. 3000.- tot f. 7500.-                                                    | Peter de Graaf                    | 1963 |
| 66  | Alle auto's II, f. 7500.- tot f. 12 000.-                                                 | Peter de Graaf                    | 1963 |
| 67  | Alle auto's III, f. 12 000 en hoger                                                       | Peter de Graaf                    | 1963 |
| 68  | Helicopters                                                                               | J.C.P. Stuy                       | 1963 |
| 69  | Luchtvaart 1963. Het laatste nieuws over vliegen en vliegtuigen                           | B. van der Klaauw                 | 1963 |
| 70  | Automerken 1                                                                              | Peter de Graaf                    | 1963 |
| 71  | Onze Koninklijke Luchtmacht                                                               | B. van der Klaauw                 | 1963 |
| 72  | Trams                                                                                     | Dr. J.H.E. Reeskamp               | 1963 |
| 73  | Nederlandse zeevisserijschepen                                                            | A. v.d. Veer                      | 1963 |
| 74  | Race- en sportwagens III                                                                  | Peter de Graaf                    | 1963 |
| 75  | Wegrace en motocross                                                                      | J. de Kruyff en G. Klomps         | 1963 |
| 76  | Toer- en sportbromfietsen                                                                 | A. de Leyster                     | 1963 |
| 77  | Zweefvliegen II. Wereldkampioenschappen Argentinië                                        | W. Adriaansen                     | 1963 |
| 78  | Raketten en geleide projectielen                                                          | B. van der Klaauw                 | 1963 |
| 79  | Pantservoertuigen I                                                                       | F. Vos                            | 1963 |
| 80  | Luchtschepen en ballons                                                                   | drs. J. Boesman                   | 1963 |
| 81  | De snelste treinen van Europa                                                             | G.L.S. Willemse                   | 1963 |
| 82  | Luchtvaart 1964. Het laatste nieuws over vliegen en vliegtuigen                           | B. van der Klaauw                 | 1964 |
| 83  | Toer- en sportbromfietsen II                                                              | A. de Leysrs                      | 1964 |
| 84  | Motoren en scooters                                                                       | F.A. de Haan                      | 1964 |
| 85  | Wegrace- en motocross II                                                                  | J. de Kruyff en G. Klomps         | 1964 |
| 86  | Alles over karting                                                                        | N. de Jong                        | 1964 |
| 87  | Marine vliegtuigen                                                                        | B. van der Klaauw                 | 1964 |
| 88  | Alle auto's deel I, f. 3000.- tot f. 7500.-                                               | J. de Kruyff en J.J. Goezinne     | 1964 |
| 89  | Alle auto's deel II, f. 7500.- f. 12 000,-                                                | J. de Kruyff en J.J. Goezinne     | 1964 |
| 90  | Alle auto's deel III, f. 12 000,- en hoger                                                | J. de Kruyff en J.J. Goezinne     | 1964 |
| 91  | Alle auto's deel IV, sportwagens                                                          | J. de Kruyff en J.J. Goezinne     | 1964 |
| 92  | Van Arend tot TT                                                                          | G.L.S. Willemse                   | 1964 |
| 93  | Race- en sportwagens                                                                      | Peter de Graaf                    | 1964 |
| 94  | Zeilende opleidingsschepen                                                                | H. Hacquebord                     | 1964 |
| 95  | Vliegkampschepen                                                                          | L.L. von Münching                 | 1965 |
| 96  | Luchtkussen-voertuigen                                                                    | G.A.Th. Hazekamp                  | 1965 |
| 97  | Ruimtevaart in de Sovjet-Unie                                                             | P.L.L. Smolders                   | 1965 |
| 98  | Luchtvaart 1965. Het laatste nieuws over vliegen en vliegtuigen                           | B. van de Klaauw                  | 1965 |
| 99  | Amerikaanse treinen                                                                       | G.L.S. Willemse                   | 1965 |
| 100 | Ronde en platbodem schepen                                                                | J. Lunenburg                      | 1965 |
| 101 | Alle auto's deel I, f. 3000.- tot f. 7500.-                                               | J. de Kruyff en J.J. Goezinne     | 1965 |
| 102 | Alle auto's deel II, f. 7500.- tot f. 12 000,-                                            | J. de Kruyff en J.J. Goezinne     | 1965 |
| 103 | Alle auto's deel III, f. 12 000,- en hoger                                                | J. de Kruyff en J.J. Goezinne     | 1965 |
| 104 | Alle auto's deel IV, sportwagens                                                          | J. de Kruyff en J.J. Goezinne     | 1965 |
| 105 | Varen met motorboten                                                                      | E. Bouws                          | 1965 |
| 106 | Caravans                                                                                  | G.M. van der Mark                 |      |
| 107 | Motoren en scooters                                                                       | J. de Kruyff                      | 1965 |
| 108 | Alle auto's deel V, Europese stationcars                                                  | B.H. Heldt                        | 1965 |
| 109 | Nederlandse zee- en havensleepboten deel I                                                | A. v.d. Veer                      | 1965 |
| 110 | Nederlandse zee- en havensleepboten deel II                                               | A. v.d. Veer                      | 1965 |
| 111 | De nieuwste supersonische vliegtuigen                                                     | B. van der Klaauw                 | 1965 |
| 112 | Pantservoertuigen deel II                                                                 | F. Vos                            | 1965 |
| 113 | Motorboten tot 7 meter                                                                    | P. de Graaf                       | 1965 |
| 114 | Onze koninklijke marine deel I                                                            | W.C. Lemaire                      | 1966 |
| 115 | Onze koninklijke marine deel II                                                           | W.C. Lemaire                      | 1966 |
| 116 | Onze koninklijke marine deel III                                                          | W.C. Lemaire                      | 1966 |
| 117 | Vliegsport en luchttoerisme                                                               | Mr. E. Franquinet                 | 1966 |
| 118 | Onze koninklijke marine. Deel 4. marine luchtvaart Dienst                                 | W.C. Lemaire                      | 1967 |
| 119 | Luchtvaart 1966. Het laatste nieuws over vliegen en vliegtuigen                           | B. van der Klaauw                 | 1966 |
| 120 | Automerken deel 2                                                                         | Peter de Graaf                    | 1965 |
| 121 | Automerken deel 3                                                                         | Peter de Graaf                    | 1965 |
| 122 | Alle auto's deel 1, f. 3000.- tot f. 7500.-                                               | P. Govers                         | 1966 |
| 122 | Alle auto's deel 1, f. 3000.- tot f. 7500.-                                               | Jan E. Beguin en R. Boon          | 1967 |
| 123 | Alle auto's deel 2, f. 7500.- tot f. 12 000,-                                             | P. Govers                         | 1966 |
| 123 | Alle auto's deel 2, f. 7500.- tot f. 12 000,-                                             | Jan E. Beguin en R. Boon          | 1967 |
| 124 | Alle auto's deel 3, f. 12 000,- en hoger                                                  | P. Govers                         | 1966 |
| 124 | Alle auto's deel 3, f. 12 000,- en hoger                                                  | Jan E. Beguin en R. Boon          | 1967 |
| 125 | Alle auto's deel 4, sportwagens                                                           | P. Govers                         | 1966 |
| 125 | Alle auto's deel 4, sportwagens                                                           | Jan E. Beguin en R. Boon          | 1967 |
| 126 | Alle auto's deel 5, Europese stationcars                                                  | B.H. Heldt                        | 1966 |
| 127 | Alles over autosport                                                                      | P. Govers                         | 1967 |
| 128 | Toer- en sportbromfietsen                                                                 | A. de Leyers                      | 1967 |
| 129 | Wegrace en motocross                                                                      | C.J. Verburg en N.T.H. Langenkamp | 1965 |
| 130 | Alles over wielrennen                                                                     | N.T.H. Langenkamp en J. Reuvecamp | 1966 |
| 131 | Motoren en scooters                                                                       | J.C. Verburg                      | 1967 |
| 132 | VTOL-vliegtuigen. Vertikaal startend en landend                                           | B. van der Klaauw                 | 1967 |
| 133 | Metro's                                                                                   | Kees Hazelzet                     | 1967 |
| 134 | Trans Europ Express                                                                       | G.L.S. Willemse                   | 1966 |
| 135 | Stuntteams. Luchtacrobatiek in formatie                                                   | B. van der Klaauw                 | 1966 |
| 136 | Sleepboten, bokken en bergingsvaartuigen                                                  | A. van de Veer                    | 1966 |
| 137 | Luchtvaart 1967. Het laatste nieuws over vliegen en vliegtuigen                           | B. van der Klaauw                 | 1967 |
| 138 | Geschiedenis van de fiets                                                                 | J.M. Fuchs en W.J. Simons         | 1967 |
| 139 | Moderne artillerie deel I                                                                 | F. Vos                            | 1967 |
| 140 | Moderne artillerie deel II                                                                | F. Vos                            | 1967 |
| 141 | Moderne koopvaardijschepen                                                                | L.L. Münching                     | 1967 |
| 142 | Onze burgerluchtvloot                                                                     | B. van der Klaauw                 | 1967 |
| 143 | Ruimtevaartproject Gemini. De tweede etappe op weg naar de maan 1964-1967                 | B. van der Klaauw                 | 1967 |
| 144 | Zeiljachten                                                                               | R. Das en L. Pranger              | 1967 |
| 145 | De K.N.S.M.                                                                               | W.E. van Popta                    | 1967 |
| 146 | Geschiedenis van de autobus                                                               | Hans Kuipers                      | 1967 |
| 147 | De laatste stoomlocs                                                                      | G.L.S. Willemse                   | 1967 |
| 148 | Luchtvaart 1968. Het laatste nieuws over vliegen en vliegtuigen                           | B. van der Klaauw                 | 1968 |
| 149 | De Amsterdamse tram                                                                       | J. Deijs                          | 1968 |
| 150 | Toer- en sportbromfietsen                                                                 | R.E. van Oeveren                  | 1968 |
| 151 | Alle auto's deel 1, f. 3000,- tot f. 7500,-                                               | R. Boon                           | 1968 |
| 152 | Alle auto's deel 2, f. 7500,- tot f. 12 000,-                                             | R. Boon                           | 1968 |
| 153 | Alle auto's deel 3, f. 12 000,- en hoger                                                  | R. Boon                           | 1968 |
| 154 | Alle auto's deel 4, sportwagens                                                           | R. Boon                           | 1968 |
| 155 | Alle auto's deel 5, racewagens                                                            | Jan E. Beguin                     | 1968 |
| 156 | Alle auto's deel 6, stationcars                                                           | B.H. Heldt                        | 1968 |
| 157 | Alle auto's deel 7, terreinvoertuigen                                                     | Hans Kuipers                      | 1968 |
| 158 | Alle auto's deel 8, experimenteel                                                         | P. Govers                         | 1968 |
| 159 | Motoren en scooters                                                                       | J.C. Verburg en G. v.d. Beek      | 1968 |
| 160 | Wegrace op motoren                                                                        | J.C. Verburg                      | 1968 |
| 161 | Motocross                                                                                 | G. van der Beek                   | 1968 |
| 162 | Verkeersvliegtuigen                                                                       | B. van der Klaauw                 | 1968 |
| 163 | Geschiedenis van de racewagen                                                             | Hans Kuipers                      | 1968 |
| 164 | Nederlandse kustreddingboten                                                              | H.TH. de Booy                     | 1968 |
| 165 | Nederlandse zeilschepen 1813-1880                                                         | L. Smit en H. Hacquebord          | 1968 |
| 166 | Nederlandse zeilschepen 1880-1922                                                         | L. Smit en H. Hacquebord          | 1968 |
| 167 | N.Z.H. deel 1, trams                                                                      | J.H. Bartman en G.J. de Swart     | 1968 |
| 168 | N.Z.H. deel 2, bussen                                                                     | P.H. Scheurleer en J.H. Bartman   | 1968 |
| 169 | Onze koninklijke landmacht I                                                              | J. Albarda                        | 1968 |
| 170 | Onze koninklijke landmacht II                                                             | J. Albarda                        | 1968 |
| 171 | Onze koninklijke landmacht III                                                            | J. Albarda                        | 1969 |
| 172 | Onze koninklijke landmacht IV                                                             | J. Albarda                        | 1970 |
| 173 | Onze koninklijke landmacht V                                                              | J. Albarda                        | 1970 |
| 174 | (Niet uitgebracht)                                                                        |                                   |      |
| 175 | Luchtvaart 1969. Het laatste nieuws over vliegen en vliegtuigen                           | B. van der Klaauw                 | 1969 |
| 176 | Ruimtevaart 1969. Alles over ruimtevluchten en ruimtevaartuigen                           | B. van der Klaauw                 | 1969 |
| 177 | Scheepvaart 1969                                                                          | J.G. de Boer                      | 1969 |
| 178 | Auto's 1969                                                                               | Rob Boon                          | 1969 |
| 179 | Geschiedenis van de vrachtwagen                                                           | Hans Kuipers                      | 1969 |
| 180 | Luchtspionage                                                                             | B. van der Klaauw                 | 1969 |
| 181 | Onze koninklijke luchtmacht 1. Vliegtuigen en geleide wapens van de luchtverdediging      | A.P. de Jong                      | 1969 |
| 182 | Onze koninklijke luchtmacht 2. Taktische luchtstrijdkrachten                              | A.P. de Jong                      | 1969 |
| 183 | Onze koninklijke luchtmacht 3. Vlieger- en luchtmachtopleidingen                          | A.P. de Jong                      | 1969 |
| 184 | Veerboten in Europa                                                                       | G.H. Mulder                       | 1969 |
| 185 | Geschiedenis v.d. brandweerwagen                                                          | G.J. Verburg                      | 1969 |
| 186 | Luchtvaart 1970                                                                           | B. van der Klaauw                 | 1970 |
| 187 | Ruimtevaart 1970                                                                          | B. van der Klaauw                 | 1970 |
| 188 | Auto's 1, f. 3000.- tot f. 7500.-                                                         | Th.C.D. Gerhard                   | 1970 |
| 189 | Auto's 2, f. 7500.- tot f. 12 000.-                                                       | Th.C.D. Gerhard                   | 1970 |
| 190 | Auto's 3, boven f. 12 000.-                                                               | Th.C.D. Gerhard                   | 1970 |
| 191 | Sportwagens                                                                               | Th.C.D. Gerhard                   | 1970 |
| 192 | Motoren en scooters                                                                       | G. v.d. Beek en J.C. Verburg      | 1970 |
| 193 | Motocross                                                                                 | G. v.d. Beek                      | 1970 |
| 194 | Wegrace op motoren                                                                        | J.C. Verburg                      | 1970 |
| 195 | Alles over wielrennen                                                                     | J. Reuvecamp                      | 1970 |
| 196 | De schepen van de Nederland                                                               | G.J.de Boer                       | 1970 |
| 197 | Vliegtuigen die geschiedenis maakten                                                      | B. van der Klaauw                 | 1970 |
| W1  | Kajuit zeiljachten tot 7 meter                                                            | Jaap A.M. Kramer                  |      |
| W2  | Meeneemboten                                                                              | J.J. Wester                       |      |
| W3  | Buitenboord motoren                                                                       | A. Pels                           |      |
| W4  | Varen met moterboten                                                                      | E. Bouws                          |      |
| W5  | Waterski                                                                                  | Ben van Delden                    |      |
| W6  | Alles over kano's                                                                         | Jan J. wester                     |      |
| W7  | Bootaanhang-wagens                                                                        | A. Pels                           |      |
| W8  | Moter-kruisers tot 7 M                                                                    | Jaap A.M. Kramer                  |      |

## Grote Alkenreeks
In 1971 werd de naam van de reeks, sinds nummer 601, veranderd in Grote Alkenreeks.
- 601 - Oorlogsschepen I
- 602 - Oorlogsschepen II
- 603 - Oorlogsschepen III
- 604 - Supersonische vliegtuigen (B. v.d. Klaauw, 1971)
- 605 - Locomotieven toen en nu
- 606 - Alles over autorally's
- 607 - Alles over karting
- 608 - De paardentram in Nederland
- 609 - Het draaiorgel
- 610 - Atlas v.d. Nederlandse letterkunde
- 611 - 70 jaar circus in Nederland
- 612 - Bootmotoren
- 613 - Jachtvliegtuigen W.O. II dl. I (B. v.d. Klaauw, 1971)
- 614 - Naar de diepste diepten
- 615 - Stoomwalsen
- 616 - 500 miles Indianapolis USA
- 617 - Harmonie en fanfare-orkesten
- 618 - Jachtvliegtuigen W.O. II dl. II (B. v.d. Klaauw, 1972)
- 619 - Nieuwste Russische vliegtuigen (B. v.d. Klaauw, 1972)
- 620 - Zeiljachten
- 621 - Autorensport
- 622 - Internationale zeesleepboten
- 623 - Autowereld van morgen
- 624 - Veteraan motorrijwielen
- 625 - Brommers
- 626 - Motoren en scooters
- 627 - Wegrace op motoren
- 628 - Motocross
- 629 - Het muziekinstrument
- 630 - Coasters
- 631 - Ronde- en platbodems
- 632 - De stoomtram
- 633 - 350 jaar kaas wikken en wegen
- 634 - Naoorlogse autoklassiekers
- 635 - Alle auto's (1973)
- 636 - 15 jaar ruimtevaart (B. v.d. Klaauw, 1973)
- 637 - Bommenwerpers W.O. II dl. I  (B. v.d. Klaauw, 1973)
- 638 - Bommenwerpers W.O. II dl. II  (B. v.d. Klaauw, 1973)
- 639 - De monorail
- 640 - Onderwatersport
- 641 - De spoorwegen van Oost-Europa
- 642 - Tips voor toerzeilers
- 643 - Stoomlocs Deutsche Bundesbahn
- 644 - 300 jaar zeilen
- 645 - 750 cc wegraces
- 646 - 50 cc wegraces
- 647 - Motorsprint
- 648 - Motoren en scooters
- 649 - Tanks
- 650 - Veiligheidsauto's
- 651 - Nederlandse Raderboten
- 652 - Speedboat-races
- 653 - Koninklijke luchtmacht (A. de Jong, 1974)
- 654 - Alle auto's (1974)
- 655 - Fotograferen op het water
- 656 - Wegrace-techniek
- 657 - Wegrace op motoren
- 658 - Motocross
- 659 - Alle auto's (1975)
- 660 - Calligrafie
- 661 - Nederlandse sleepboten
- 662 - Alles over Concorde en Tupolev (B. v.d. Klaauw, 1974)
- 663 - Het Jamathi team
- 664 - De Nederlandse motorhistorie
- 665 - 125 cc wegraces
- 666 - 250 cc wegraces
- 667 - Geschiedenis van de scheepvaart
- 668 - Alles over rally- en rittensport
- 669 - Geschiedenis v.d. brandweerwagen
- 670 - Autorensport
- 671 - Alle motoren
- 672 - Vooroorlogse autoklassiekers
- 673 - Botters
- 674 - Duwvaart
- 675 - Wegracemotoren (1980/81)
- 676 - Motoren Cross (1980/81)
- 677 - Water- en transportvliegtuigen W.O. II (B. v.d. Klaauw, 1974)
- 678 - Supersonische vliegtuigen (B. v.d. Klaauw, 1974)
- 679 - Sterrenkunde
- 680 - 75 jaar sportwagen
- 681 - Gesch. v.d. spoorwegen in Nederland
- 682 - Kajuitzeiljachten tot 7 meter
- 683 - Alle auto's (1976)
- 684 - Luchtvaart (B. v.d. Klaauw, 1976)
- 685 - Galerij der mode
- 686 - Buggy's
- 687 - De electrische tram
- 688 - Moderne scheepsbouw
- 689 - Zeevisserijschepen
- 690 - Bootmotoren
- 691 - Pantservoertuigen W.O. II
- 692 - Binnenvaartschepen
- 693 - Stoomlocomotieven
- 694 - Helicopters (B. v.d. Klaauw, 1976)
- 695 - Raketten en geleide projectielen (B. v.d. Klaauw, 1976)
- 696 - Alle auto's (1977)
- 697 - Luchtvaart (1977)
- 698 - Scheepvaart (1977)
- 699 - Alle motoren (1977)
- 700 - Jachtvliegtuigen W.O. II dl. 3 (B. v.d. Klaauw, 1977)
- 701 - Bommenwerpers W.O. II dl. 3 (B. v.d. Klaauw, 1977)
- 702 - Sleepboten Nederland
- 703 - Sleepboten Nederland/België
- 704 - Racewagens
- 705 - Koninklijke marine
- 706 - Alle auto's (1978)
- 707 - Alle motoren (1978)
- 708 - Scheepvaart (1978)
- 709 - Luchtvaart (B. v.d. Klaauw, 1978)
- 710 - Spoorwegen (1978)
- 711 - Wegrace op motoren
- 712 - Motocross
- 713 - Zeeslepers onder stoom
- 714 - Gevechtsvliegtuigen 1914/18 dl. 1 (B. v.d. Klaauw, 1978)
- 715 - Gevechtsvliegtuigen 1914/18 dl. 2 (B. v.d. Klaauw, 1978)
- 716 - Koninklijke luchtmacht (B. v.d. Klaauw, 1978)
- 717 - Zeiljachten
- 718 - Alle auto's (1979)
- 719 - Alle motoren (1979)
- 720 - Luchtvaart (B. v.d. Klaauw, 1979)
- 721 - Ruimtevaart (P. Smolders, 1979)
- 722 - Scheepvaart (1979)
- 723 - Spoorwegen (1979)
- 724 - Trams (1979)
- 725 - Alles over fietscross
- 726 - Sleepboten deel 3 - Duitsland
- 727 - Sleepboten deel 4 - Engeland
- 728 - Wegraces op motoren (1979)
- 729 - Racewagens
- 730 - Luchtschepen en ballons (Jahetzky, 1979)
- 731 - Zeevisserijschepen onder stoom
- 732 - Zeevisserijschepen onder stoom 2
- 733 - Alle auto's (1980)
- 734 - Alle motoren (1980)
- 735 - Luchtvaart (B. v.d. Klaauw, 1980)
- 736 - Ruimtevaart  (P. Smolders, 1980)
- 737 - Scheepvaart (1980)
- 738 - Spoorwegen (1980)
- 739 - Trams (1980)
- 740 - Wegraces op motoren (1979-1980)
- 741 - Motocross (1979-1980)
- 742 - Museumlijnen in Europa
- 743 - De exclusieven (Automerken)
- 744 - Motorsport - een compleet overzicht
- 745 - Coasters
- 746 - Stoom in de Breesaap (Stoomlocs.)
- 747 - Alles over modelzeilen
- 748 - Modelspoorwegbouw deel 1
- 749 - Modelspoorwegbouw deel 2
- 750 - Geschiedenis van de racewagen
- 751 - Alle auto's (1981)
- 752 - Alle motoren (1981)
- 753 - Luchtvaart (B. v.d. Klaauw, 1981)
- 754 - Ruimtevaart (P. Smolders, 1981)
- 755 - Scheepvaart (1981)
- 756 - Spoorwegen (1981)
- 757 - Trams (1981)
- 758 - Kajuitzeiljachten tot 7 meter
- 759 - De brandweerwagen in Nederland
- 760 - Moderne spoorwegen
- 761 - Verkeersvliegtuigen (B. v.d. Klaauw, 1981)
- 762 - Alles over kart-racing
- 763 - Trucks
- 764 - Na-oorlogse autoklassiekers (Europa)
- 765 - Na-oorlogse autoklassiekers (USA)
- 766 - Alle auto's (1982)
- 767 - Alle motoren (1982)
- 768 - Luchtvaart (1982)
- 769 - Ruimtevaart (1982)
- 770 - Scheepvaart (1982)
- 771 - Spoorwegen (1982)
- 772 - Trams (1982)
- 773 - Wegraces op motoren (1981-1982)
- 774 - Motocross (1981-1982)
- 775 - Tips voor toerzeilers
- 776 - Luchthaven Schiphol
- 777 - Alle auto's (1983)
- 778 - Alle motoren (1983)
- 779 - Luchtvaart (1983)
- 780 - Ruimtevaart (1983)
- 781 - Scheepvaart (1983)
- 782 - Spoorwegen (1983)
- 783 - Trams (1983)
- 784 - Wegraces op motoren (1982-1983)
- 785 - Motocross (1982-1983)
- 786 - Zeilende kustvaarders
- 787 - Sportvliegtuigen
- 788 - Supercars
- 789 - De fiets van toen en nu
- 790 - Alle auto's (1984)
- 791 - Alle motoren (1984)
- 792 - Luchtvaart (1984)
- 793 - Ruimtevaart (1984)
- 794 - Scheepvaart (1984)
- 795 - Spoorwegen (1984)
- 796 - Trams (1984)
- 797 - Wegraces op motoren (1983-1984)
- 798 - Motocross (1983-1984)
- 799 - Galerij der mode
- 800 - Autobussen - overzicht streek- en stadsvervoerbedrijven (1985)
- 801 - Fietscross-techniek en taktiek
- 802 - Visserijschepen editie 1
- 803 - Alle auto's (1985)
- 804 - Alle motoren (1985)
- 805 - Luchtvaart (1985)
- 806 - Ruimtevaart (1985)
- 807 - Scheepvaart (1985)
- 808 - Spoorwegen (1985)
- 809 - Trams (1985)
- 810 - Wegraces op motoren (1984-1985)
- 811 - Motocross (1984-1985)
- 812 - Scheepvaart (1985), gebonden)
- 813 - Alle auto's (1986)
- 814 - Alle motoren (1986)
- 815 - Luchtvaart (1986)
- 816 - Ruimtevaart (1986)
- 817 - Scheepvaart (1986), ingenaaid
- 818 - Spoorwegen (1986)
- 819 - Trams (1986)
- 820 - Wegraces op motoren (1985-1986)
- 821 - Motocross (1985-1986)
- 822 - Scheepvaart (1986), gebonden
- 823 - Alle auto's (1987)
- 824 - Alle auto's deel 2 (1987)
- 825 - Alle motoren (1987)
- 826 - Luchtvaart (1987)
- 827 - Ruimtevaart (1987)
- 828 - Scheepvaart (1987), ingenaaid
- 829 - Spoorwegen (1987)
- 830 - Trams (1987)
- 831 - Wegraces op motoren (1986-1987)
- 832 - Motocross (1986-1987)
- 833 - ?
- 834 - Alle auto's (1988)
- 835 - Alle motoren (1988)
- 836 - Luchtvaart (1988)
- 837 - Ruimtevaart (1988)
- 838 - Scheepvaart (1988), ingenaaid
- 839 - Spoorwegen (1988)
- 840 - Trams (1988)
- 841 - Wegraces op motoren (1987-1988)
- 842 - Motocross (1987-1988)
- 843 - Scheepvaart (1988), gebonden
- 844 - ?
- 845 - Alle auto's (1989)
- 846 - Alle motoren (1989)
- 847 - Luchtvaart (1989)
- 848 - Ruimtevaart (1989)
- 849 - Scheepvaart (1989), ingenaaid
- 850 - Scheepvaart (1989), gebonden
- 851 - Spoorwegen (1989)
- 852 - Trams (1989)
- 853 - Wegraces op motoren (1988-1989)
- 854 - Motocross (1988-1989)
- 855 - Alle auto's (1990)
- 856 - Alle motoren (1990)
- 857 - Luchtvaart (1990)
- 858 - Ruimtevaart (1990)
- 859 - Scheepvaart (1990), ingenaaid
- 860 - Scheepvaart (1990), gebonden
- 861 - Spoorwegen (1990)
- 862 - Trams (1990)
- 863 - Wegraces op motoren (1989-1990)
- 864 - Motocross (1989-1990)
- 865 - Alle auto's (1991)
- 866 - Alle motoren (1991)
- 867 - Luchtvaart (1991)
- 868 - Ruimtevaart (1991)
- 869 - Scheepvaart (1991), ingenaaid
- 870 - Scheepvaart (1991), gebonden
- 871 - Spoorwegen (1991)
- 872 - Trams (1991)
- 873 - Wegraces op motoren (1990-1991)
- 874 - Motocross (1990-1991)
- 875 - Binnenvaart (1991)
- 876 - Alle auto's (1992)
- 877 - Alle motoren (1992)
- 878 - Luchtvaart (1992)
- 879 - Ruimtevaart (1992)
- 880 - Scheepvaart (1992), ingenaaid
- 881 - Scheepvaart (1992), gebonden
- 882 - Spoorwegen (1992)
- 883 - Trams (1992)
- 884 - Wegraces op motoren (1991-1992)
- 885 - Motocross (1992)
- 886 - Binnenvaart (1992)
- 887 - Alle auto's (1993)
- 888 - Alle motoren (1993)
- 889 - Luchtvaart (B. v.d. Klaauw, 1993)
- 890 - Ruimtevaart (1993)
- 891 - ?
- 892 - ?
- 893 - Spoorwegen (1993)
- 894 - Trams (1993)
- 895 - Grijze motoren (Ruud Vos, 1992)
- 900 - Nederlandse passagiersschepen
- 901 - Scheepsportretten
- 902 - Groot-letter-cijfer-boek
- 903 - Schepen van de Kon. Marine in WO 2
- 904 - Van paardetram naar dubbelgelede
- 905 - De Russische krijgsmacht
- 906 - Van stroom tot stoom (Paperback)
- 907 - Met zeil en treil (de tjalk)
- 908 - De sterkste zeeslepers ter wereld
- 909 - Onze Nederlandse stoomlocs
- 910 - Zelf sleutelen aan Uw motor
- 911 - Space shuttle (P. Smolders, 1981)
- 912 - Handschriftverbetering en kalligrafie
- 913 - Zweefvliegen (Niels Visser, 1982)
- 914 - De tramboten van de RTM
- 915 - Onze koninklijke marine
- 916 - Nederlands spoor- en trammaterieel
- 917 - Van stoom tot stroom (gebonden)
- 918 - Schepen van de binnenvaart
- 919 - Modelspoortips (Geb. en constr.)
- 920 - Modelspoortips (Landschapsbouw)
- 921 - Railplannen voor modelspoorders
- 922 - Ned. Rijn- en binnensleepvaart
- 923 - Smalspoor in Nederland
- 924 - De schepen van de Mij. Nederland
- 925 - Het terreinwagen-handboek
- 926 - 200 jaar luchtvaart (B. v.d. Klaauw, 1984)
- 927 - Breedspoorlocs van de H.Y.S.M.
- 928 - Schepen van de kustvaart toen en nu
- 929 - Na-oorlogse autoklassiekers
- 930 - Zeilende kustvaarders
- 931 - Jack Middelburg (Jaap Timmer, 1985)
- 932 - Kust- en binnenvaart 1926-1936
- 933 - De locomotieven van Werkspoor
- 934 - De grootste vliegtuigen ter wereld (B. v.d. Klaauw, 1985)
- 935 - De Starfighter
- 936 - Maritiem jaarboek (1e editie)
- 937 - Op de stoomlocomotief
- 938 - Hedendaagse Nederlandse zeeschilders
- 939 - De Nederlandse Blauwpijpers
- 940 - Dakota (Theo Wesselink en Thijs Postma, 1985)
- 941 - Jaarboek van de Luchtvaart I (Thijs Postma, 1985)
- (Er werd gaan nummer 942 uitgebracht)
- (Er werd geen nummer 943 uitgebracht)
- 944 - 40 jaar luchtvaart in Indië
- 945 - Maritiem jaarboek (2e editie)
- (Er werd geen nummer 946 uitgebracht)
- 947 - Onze Ned. stoomlocomotieven
- 948 - Trammaterieel in de Benelux
- 949 - Spoormaterieel in Nederland
- (Er werd geen nummer 950 uitgebracht)
- (Er werd geen nummer 951 uitgebracht)
- (Er werd geen nummer 952 uitgebracht)
- 953 - Fantasie in calligrafie
- 954 - Rijn- en binnenvaart 1935-1965
- 955 - Rijn- en binnenvaart 1935-1965
- 956 - De Nederlandse raderstoomvaart
- 957 - Stoomwalsen
- 958 - Het jachtvliegtuig (B. v.d. Klaauw, 1985)
- (Er werd geen nummer 959 uitgebracht)
- (Er werd geen nummer 960 uitgebracht)
- 961 - Jaarboek van de Luchtvaart II (Thijs Postma, 1986)
- 962 - Familiewapens
- 963 - Duwvaart
- 964 - ?
- 965 - Jaar boek van de Luchtvaart III (Thijs Postma, 1987)
- 966 - KLM-vliegtuigen v.a. 1913-1987 (B. v.d. Klaauw, 1987)
- (Er werd geen nummer 967 uitgebracht)
- 968 - Ronde- en platbodems
- 969 - Electrische locomotieven in Nederland
- 970 - Van zijtrawler tot hektrawler
- (Er werd geen nummer 971 uitgebracht)
- 972 - Jaarboek scheepvaart (3e editie)
- 973 - Demoteams v.d. Koninklijke Luchtmacht (A. Louwers, 1988)
- 974 - Rally's en races (1988-1989)
- 975 - Dieseltreinen in Nederland
- 976 - De glorie van het zeilschip
- 977 - Volaan vooruit
- 978 - Jaarboek binnenvaart (1989)
- 979 - Sleepboten (Ned. & België)
- 980 - Westerse gevechtsvliegtuigen
- 981 - Westerse transport en patrouile vliegtuigen
- 982 - Het jaarboek van de luchtvaart (5)
- 983 - Rally's en races 1989-1990
- (Er werd geen nummer 984 uitgebracht)
- 985 - Koninklijke Hollandsche Lloyd
- 986 - Onze mooiste koopvaardijschepen
- 987 - Goede vaart; visserij in beeld
- 988 - Nederlandse motorhistorie
- 989 - Electrische treinen in Nederland
- 990 - Spoor en trein (editie 1)
- 991 - Jaarboek binnenvaart (1990)
- 992 - KLM-vliegtuigen
- 993 - Rally's en races (1990-1991)
- 994 - Stoom op haring (stoomloggers)
- 995 - Koninklijke Paketvaart Mij.
- 996 - Eindpunt DDR
- 997 - Schepen v.d. Koninklijke Marine v.a. 1945
- 998 - Coasters; laatste 50 jaar van de KHV
- 999 - De vier Zwarte Zeeën

Sinds voorjaar 1991 werd de onderstaande nummering gebruikt:
- 501 - ?
- 502 - Hoge-snelheidstreinen
- 503 - Spoor en trein (editie 2)
- 504 - Jaarboek binnenvaart (1991)
- 505 - Kalligrafische idee'n
- 506 - Alles over Kano's
- 507 - Bootaanhangwagens (A. Pels, 1991)
- 508 - Motorkruisers tot 7 m (Jaap A.M. Kramer, 1991)
- 509 - ?
- 510 - Een breed beeld van de Rijn
- 511 - Tachtig jaar Russische luchtvaart
- 512 - Van Adler tot Kawasaki
- 513 - Van KTM tot Zündapp
- 514 - Westerse militaire helikopters
- 515 - Spoor en trein (editie 3)
- 516 - Jaarboek binnenvaart (1992)
- 517 - 75 jaar MLD.
- 518 - De Northrop NF 5 (1992)
- 519 - Anderhalve eeuw maritieme dienstverlening
- 520 - Anderhalve eeuw vlootgeschiedenis
- 521 - Rally's en races
- 522 - Schepen van de Kon. Marine in WO 2
- 523 - Moderne verkeersvliegtuigen
- 524 - Van Hoek naar haven
- 525 - Onze mooiste koopvaardijschepen
- 526 - Elektrische treinen in Nederland (2)
- 527 - Koninklijke Java-China Paketvaart
- 528 - Connie, het verhaal van een vliegtuig
- 529 - Spoor en trein, editie 4
- 530 - Jaarboek binnenvaart 1993
- 531 - Alle motoren 1951-heden (supp. 93)
- 532 - Alle auto's (1994)
- 533 - Alle motoren (1994)
- 534 - Luchtvaart (1994)
- 535 - Ruimtevaart (1994)
- 536 - Scheepvaart (1994)
- 537 - Spoorwegen (1994)
- 538 - Trams (1994)
- 539 - Binnenvaart (1994)
- 540 - Alle auto's (1995)
- 541 - Alle motoren (1995)
- 542 - Luchtvaart (1995)
- 543 - Ruimtevaart (1995)
- 546 - Trams (1995)
- 548 - Alle auto's (1996)
- 549 - Alle motoren (1996)
- 550 - Luchtvaart (1996)
- 551 - Ruimtevaart (1996)
- 552 - ?
- 554 - Trams (1996)
- 556 - Alle bromfietsen (1996)
- 557 - Alle auto's (1997)
- 558 - Alle motoren (1997)
- 559 - Alle bromfietsen (1997)
- 560 - Luchtvaart (1997)
- 561 - Ruimtevaart (1997)
- 565 - Trams (1997)

In het voorjaar 1994 begon uitgeverij de Alk weer met nummer 1.
- 1 - Spoor en trein, editie 5
- 2 - Alle motoren 1951-heden (supp. 94)
- 3 - Jaarboek binnenvaart 1994
- 4 - Onze mooiste koopvaardijschepen (3)
- 5 - 75 jaar Ned. burgerluchtvaart
- 6 - Ver. Ned. Scheepvaartmij 1920 - 1970
- 7 - Varen op de Oost
- 8 - Europa op twee wielen